# Rhipidura hyperythra
Rhipidura hyperythra е вид птица от семейство Rhipiduridae.

## Разпространение
Видът е разпространен в Индонезия и Папуа Нова Гвинея.